# Белорастовский сельский округ
Белорастовский сельский округ — упразднённая административно-территориальная единица, существовавшая на территории Дмитровского района Московской области в 1994—2006 годах.
Белорастовский сельсовет был образован в первые годы советской власти. По данным 1924 года он входил в состав Трудовой волости Московского уезда Московской губернии.
В 1925 году из Белорастовского с/с был выделен Никольский с/с.
В 1926 году Белорастовский с/с включал 1 населённый пункт — село Белый Раст.
В 1929 году Белорастовский с/с был отнесён к Коммунистическому району Московского округа Московской области.
4 января 1939 года Белорастовский с/с был передан в новый Краснополянский район.
17 июля 1939 года к Белорастовскому с/с были присоединены Кузяевский (селения Зараменье, Кузяево, Лупаново, Малая Чёрная, Труднево) и Никольский (селение Никольское) с/с.
3 июня 1959 года Краснополянский район был упразднён и Белорастовский с/с был передан в Химкинский район.
18 августа 1960 года Химкинский район был упразднён и Белорастовский с/с был передан в Солнечногорский район.
1 февраля 1963 года Солнечногорский район был упразднён и Белорастовский с/с вошёл в Дмитровский сельский район. 11 января 1965 года Белорастовский с/с был передан в восстановленный Дмитровский район.
30 октября 1986 года в Белорастовском с/с было упразднено селение Трутнево.
3 февраля 1994 года Белорастовский с/с был преобразован в Белорастовский сельский округ.
В ходе муниципальной реформы 2004—2005 годов Белорастовский сельский округ прекратил своё существование как муниципальная единица. При этом все его населённые пункты были переданы в городское поселение Икша.
29 ноября 2006 года Белорастовский сельский округ исключён из учётных данных административно-территориальных и территориальных единиц Московской области.